# Gamma de l'Orada
Gamma de l'Orada (γ Doradus) és el tercer estel més brillant de la constel·lació de l'Orada després de α Doradus i β Doradus, amb una magnitud aparent de +4,26. Es troba a 66 anys llum de distància del Sistema Solar.
Gamma de l'Orada és un estel blanc-groc de la seqüència principal de tipus espectral F1V —de vegades classificada F0-F5V— i 7000 K de temperatura en la seva superfície. La seva lluminositat és entre 6 i 7 vegades major que la lluminositat solar. A partir de la seva lluminositat i temperatura s'estima una massa per a Gamma de l'Orada 1,6 vegades major que la massa solar i un radi 1,7 vegades més gran que el del Sol.
Gamma de l'Orada és un estel variable la lluentor del qual fluctua entre +4,23 i +4,27, durant dos cicles de 17,5 i 18,1 hores, sent el prototip d'una classe de variables que porten el seu nom, variables Gamma Doradus. Són estels de menor massa i lluminositat que les variables Delta Scuti i presenten períodes de variació més llargs que aquestes. Sembla que els mecanismes de variació són diferents en tots dos tipus.